# Bărcănești (Prahova megye)
Bărcănești község és falu Prahova megyében, Munténiában, Romániában. A hozzá tartozó települések: Ghighiu, Pușcași, Românești és Tătărani.

## Fekvése
A megye déli részén található, a megyeszékhelytől, Ploieștitől, hét kilométerre délre, a Prahova folyó mentén.

## Története
1898-ban a község Prahova megye Cricovul járásához tartozott és csupán Bărcănești faluból állt, 502 lakossal. A község tulajdonában volt egy Scarlat Bărcănescu által finanszírozott, 1838-ban épült templom valamint egy iskola, mely 1890-ben nyitotta meg kapuit.
A ma hozzá tartozó falvak ekkor más községekhez tartoztak.
- Românești községet alkották Românești és Pușcași falvak, 794 lakossal, a községben volt egy iskola valamint egy 1792-ben felszentelt templom.
- Tătărani is községi rangban volt, 683 lakossal, egy iskolával valamint egy 1744-ben Gherghiceanu bojár és felesége Joița által építtetett templommal, melyet 1830-ban felújítottak.
- Ghighiu falu pedig Corlătești községhez tartozott.

1925-ös évkönyv szerint Bărcănești és Tătărani községek továbbra is Cricovul járásához tartoztak. Românești községet megszüntették és Bărcănești-hez csatolták. Bărcănești község így Bărcănești és Românești falvakból állt 2076 lakossal, Tătărani községben pedig 987 fő élt.
1938-ban ezen településeket a Ploiești járáshoz csatolták.
1950-ben közigazgatási átszervezés alapján, Bărcănești és Tătărani a Prahova-i régió Ploiești regionális városához kerültek, majd 1952-ben a Ploiești régióhoz csatolták őket.
1968-ban ismét megyerendszert vezettek be az országban, Bărcănești község az újból létrehozott Prahova megye része lett. Ekkor számolták fel Tătărani községet és csatolták Bărcănești-hez, akár csak Ghighiu falut az ugyancsak megszüntetett Corlătești községtől.

## Lakossága
| Nemzetiségek | 2002 | 2002   |
| ------------ | ---- | ------ |
| Románok      | 9228 | 98,41% |
| Romák        | 137  | 1,46%  |
| Németek      | 5    | 0,05%  |
| Magyarok     | 4    | 0,04%  |
| Törökök      | 2    | 0,02%  |
| Lipovánok    | 1    | 0,01%  |
| Összesen     | 9377 | 100,0% |

## Látnivalók
- Ghighiu kolostor a 19. századból.
- Brancoveanu Mavrocordat fogadó a 18. századból.